# Пабло Лопес
Пабло Лопес (ісп. Pablo López, повне ім'я Пабло Хосе Лопес Хіменес (ісп. Pablo José López Jiménez); нар. 11 березня 1984 року, Малага, Іспанія) — іспанський співак і композитор.

## Біографія

### Навчання та початок кар'єри
Пабло Лопес народився у  Малазі 11 березня 1984 року, виріс у муніципалітеті Фуенхірола. З дитинства захоплювався музикою, у чотирирічному віці йому вперше подарували гітару. Маючи 10 років, Пабло разом з друзями брав участь у національному конкурсі «Veo, veo». У цей же час почав грати на фортепіано. Саме цей інструмент Пабло Лопес зараз використовує найбільше у своїй кар'єрі.
У віці 17 років почав грати у готелях Коста дель Соль, потім деякий час жив та грав у Лондоні.

### Niño Raro
2007 року Пабло Лопес разом із друзями Хуанхо Мартіном та Антоніо Карлосом Міньяном створили музичний гурт «Niño Raro». 2009 року вони випустили свій перший альбом  «Trentaytrés», до якого увійшли такі пісні, як «No puedes escaparte», «Palabras Llanas», «Oscura Ciudad», «Instinto Animal», «No me encuentro» та ін. Незадовго після того, як завершився їхній перший тур різними містами Іспанії, «Niño Raro» було остаточно розформовано.

### Operación Triunfo 2008
У віці 24 років Пабло брав участь у телевізійній програмі Operación Triunfo, де посів 2 місце. 

### Сольна кар'єра

#### 2009-2014: дебютний альбом
Після завершення конкурсу Operación Triunfo та після розформування гурту "Niño Raro" у 2009, Пабло Лопес вирішив серйозно зайнятися написанням пісень. 
2013 року Пабло підписав свій перший контракт з Universal Music Group (UMG), з яким випустив перший сингл "Vi", який отримав багато позитивних відгуків як від професійних музикантів, так і від публіки. Потім були сингли "Donde","Mi casa", незабаром Пабло випустив свій перший альбом "Once historias y un piano", який було перевидано 2014 року. 2013 року Пабло Лопес переміг у номінації "Найкращий новий артист" на Premios 40 Principales 2013, а 2014 року був номінований на Латиноамериканське Ґреммі у номінації "Найкращий новий артист".
Пабло Лопес також співпрацював з такими виконавцями як Алехандро Санс, Пабло Альборан, Хуанес, Давід Бісбаль, Мануель Карраско, Тіціано Ферро, Малу, Дані Мартін, Давід Бустаманте, Антоніо Ороско та ін.
Також Пабло Лопес написав гімн баскетбольного клубу "Малага" (Unicaja Málaga) під назвою "Tu Bandera". 

#### "El mundo y los amantes inocentes"
2015 року Пабло Лопес випустив свій другий альбом "El mundo y los amantes inocentes". Першим синглом стала композиція "El Mundo", а наступним -  "Tu enemigo", виконана разом з Хуанесом. 

## Дискографія

### Студійні альбоми
- 2013: Once Historias y un Piano.
- 2015: El Mundo y los Amantes Inocentes.

### Спеціальні видання альбомів
- 2014: Once Historias y un Piano. Edición Especial.